# Дзьвежно (Куявсько-Поморське воєводство)
Дзьвежно (пол. Dźwierzno, нім. Schwiersen) — село в Польщі, у гміні Хелмжа Торунського повіту Куявсько-Поморського воєводства.
Населення — 433 особи (2011).
У 1975-1998 роках село належало до Торунського воєводства.

## Демографія
Демографічна структура станом на 31 березня 2011 року:
|          | Загалом | Допрацездатний вік | Працездатний вік | Постпрацездатний вік |
| -------- | ------- | ------------------ | ---------------- | -------------------- |
| Чоловіки | 210     | 31                 | 159              | 20                   |
| Жінки    | 223     | 40                 | 132              | 51                   |
| Разом    | 433     | 71                 | 291              | 71                   |